# Отт, Оскар Фёдорович
Оска́р Фёдорович Отт (2 [14] февраля 1828 — 10 [22] декабря 1883) — действительный статский советник, вице-губернатор Новгородской губернии.

## Биография
Родился 2 (14) февраля 1828 года в семье заведующего ремесленными мастерскими при Воспитательном доме в Москве, Фёдора Ивановича Отта (1790—1851), его пятый сын. Мать, Мария Генриетта Эллерман (Maria Henriette Ellermann) (24.02.1775—21.10.1851).
Среднее образование получал в пансионе Эннеса, затем учился в Александровском лицее, который окончил с золотой медалью в 1847 году.
Был привлечен по делу петрашевцев, но следствие его освободило без права проживания в столице. В январе 1852 года был вынужден выйти в отставку; жил в родовом имении в Плохино.
В мае 1855 году вернулся на государственную службу. С 15 января 1865 года занимал должность вице-губернатора Новгородской губернии; в 1866 году был награждён орденом Св. Анны 2-й степени с императорской короной; 31 марта 1868 года был произведён в чин действительного статского советника. Затем был управляющим Гродненской казённой палатой; был награждён орденами: Св. Владимира 3-й ст. (1871), Св. Станислава 1-й ст. (1873), Св. Анны 1-й ст. (1880).
Был почётным мировым судьёй Жиздринского уезда Калужской губернии (1874).
Совместно с братьями занимался восстановлением своей родословной.

## Семья
Был женат на Надежде Васильевне Каншиной (1833—1951), дочери дворянина В. С. Каншина. У них родилось четыре сына и две дочери, наиболее известные из которых акушер-гинеколог Дмитрий Оскарович Отт (1855—1929) и действительный статский советник (с 1909), мировой судья в Петрограде Александр Оскарович Отт (до 1859 — после 1915). Другие дети: Владимир (1856—1884), Надежда (1865 — после 1912), Николай (1875—14.5.1905), Анатолий, Ольга.